# باول كورنت
باول كورنت هو لاعب كرة قدم بلجيكي في مركز الوسط، ولد في 1 نوفمبر 1949 في تينين في بلجيكا. شارك مع منتخب بلجيكا لكرة القدم. أما مع النوادي، فقد لعب مع رويال يونيون سان خيلويزي وسيركل بروج وكلوب بروج ونادي لييج.

## وصلات خارجية
- باول كورنت على موقع الاتحاد البلجيكي (الإنجليزية)
- باول كورنت على موقع قاعدة بيانات كرة القدم.إي يو (الإنجليزية)
- باول كورنت على موقع ناشيونال فوتبول تيمز (الإنجليزية)